# نیلوفر سخی
نیلوفر سخی (فارسی: نیلوفر سخی؛ زادهٔ) سیاستمدار اهل افغانستان است.
وی همچنین برندهٔ جوایزی همچون برنامه فولبرایت شده‌است.